# Candace Owens
Candace Amber Owens Farmer, född 29 april 1989 i Stamford i Connecticut, är en amerikansk konservativ författare, journalist, politisk kommentator och aktivist. Hon är en förespråkare för Donald Trumps politik och har fått uppmärksamhet för att ha kritiserat Black Lives Matter-rörelsen. Hon arbetade för den konservativa gruppen Turning Point USA mellan 2017 och 2019 som dess kommunikationsdirektör. År 2021 gick hon med i den av Ben Shapiro skapade konservativa sajten The Daily Wire. Hon är också värd för den politiska podcasten Candace.
Owens meddelade den 6 februari 2021 att hon funderade på att kandidera i presidentvalet i USA 2024.
Hon har kritiserats för att ha främjat konspirationsteorier, framför allt genom sina sociala medieprofiler och framträdanden i tv och media.

## Politiska åsikter
Owens har sagt att hon inte hade något som helst intresse av politik före 2015, men att hon tidigare identifierat sig som liberal. 2017 började hon beskriva sig själv som en konservativ Trump-supporter. Owens har sedan dess karakteriserat Trump som "frälsaren" för den västerländska civilisationen.
The Guardian har beskrivit Owens som "ultrakonservativ", och New York magazine och Columbia Journalism Review har beskrivit henne som högerorienterad.
The Daily Beast har kallat hennes åsikter "högerextrema" och Pacific Standard kallade henne en medlem av alt-right-rörelsen, även om hon har förkastat båda termerna.
Owens har stöttat Donald Trumps konspirationsteori om valfusk under presidentvalet i USA 2020. Owens har även anslutit sig till andra konspirationsteorier, som att människor aldrig landat på månen.

### Kvinnors rättigheter
Owens är kritisk mot feminism och omfamnar fenomenet med "traditionella fruar" och traditionella könsroller. Hon har beskrivit #MeToo-rörelsen, en internationell rörelse mot sexuella trakasserier och övergrepp, som "korkad". Owens skrev att rörelsen grundade sig på tanken att "kvinnor är dumma, svaga och obetydliga". Hon är emot abort, som hon kallat ett verktyg för "utrotning av svarta barn".
I maj 2018 föreslog Owens att "något biokemiskt händer" med kvinnor som inte gifter sig eller får barn, och hon länkade till Twitter-användarnamnen för Sarah Silverman, Chelsea Handler och Kathy Griffin och sade att de var "bevisstöd" för denna teori. Silverman svarade: "Det verkar för mig som att du genom att tweeta detta vill få oss att må dåligt. Jag skulle säga att detta bevisas av ditt försök att använda våra Twitter-användarnamn så att vi skulle se det. Mitt hjärta brister för dig, Candy. Jag hoppas att du hittar lycka i vilken form det än tar." Owens svarade och anklagade Silverman för att stödja terrorister och kriminella gäng.

### HBTQ-rättigheter
Den 28 juli 2017 uttalade sig Owens för att stödja förbudet mot att transpersoner som genomgår könskorrigering och kirurgi tjänstgör i USA:s militär. Samtidigt sa hon att hon inte motsatte sig att helt övergångna transpersoner tjänstgjorde i den amerikanska militären. I april 2022 kallade hon The Walt Disney Company för "grooming för barn och pedofiler" och uppmanade till bojkott av företaget. Detta efter att Disney meddelat sitt motstånd mot Florida House Bill 1557, officiellt känt som "Parental Rights in Education Act", men vanligtvis hänvisat till som "Don't Say Gay" -lagstiftningen.
I maj 2022 hävdade Owens felaktigt på Twitter att skytten i Robb Elementary School-skjutningen kunde vara transperson och ogrundat påstod att han "kläddes iklädd kvinnokläder". Enligt Owens var detta bevis på att "det fanns gott om tecken på att han var psykiskt störd". I juni 2022 beskrev hon Drag Queen Story Hour som "barnmisshandel" och hävdade att föräldrar som tar sina barn till en sådan händelse "inte är kvalificerade att ha barn" och "borde få sina barn ifrån sig".
Hon har vidare hävdat att Brigitte Macron är en man vid namn Jean-Michel Trogneux.

## Privatliv
I början av 2019 förlovade Owens sig med George Farmer, VD för sociala sociala nätverkstjänsten.Parler och tidigare ordförande vid Turning Point UK. Hans far, Michael Farmer, är livstidspär i Brittiska överhuset. Den 31 augusti 2019 gifte sig paret vid Trump Winery i Charlottesville, Virginia. Parets första barn, en son, föddes 2021.